# Rolf Hilgenfeld
Rolf Hilgenfeld (* 3. April 1954 in Göttingen; † 19. Juni 2025 in Bad Schwartau) war ein deutscher Biochemiker, der auf dem Gebiet der Coronaviren forschte. Er war von Januar 2003 bis März 2020 Direktor des Instituts für Biochemie der Universität zu Lübeck und hatte bis Juni 2025 eine Seniorprofessur am Institut für Molekulare Medizin an derselben Universität inne.

## Leben
Rolf Hilgenfeld studierte Chemie an den Universitäten Freiburg und Göttingen (Diplom 1981), wo er am Institut für experimentelle Medizin (1979–1981) forschte. 1981 ging er an die Freie Universität Berlin. Hier wurde er 1987 zum Dr. rer. nat. promoviert (Doktorvater Wolfram Saenger). In seiner Dissertation bestimmte er die Struktur einer pflanzlichen Protease. Von 1986 bis 1995 erforschte er Proteinbiosynthese im Labor von Hoechst, unterbrochen von zwei Jahren am Biocenter der Universität Basel 1986/88. Bei der Hoechst AG war er an der Entwicklung eines langwirkenden Insulin-Präparats (Lantus) beteiligt.
1995 wurde er zum Professor für biochemische Strukturforschung an der Universität Jena berufen. Von 1995 bis 2002 war er Abteilungsleiter am und von 1998 bis 2000 Direktor des Instituts für Molekulare Biotechnologie. 2003 wechselte er auf den Lehrstuhl für Biochemie der Universität zu Lübeck. 2020 wurde er emeritiert, forschte aber weiter als Seniorprofessor.

## Forschung

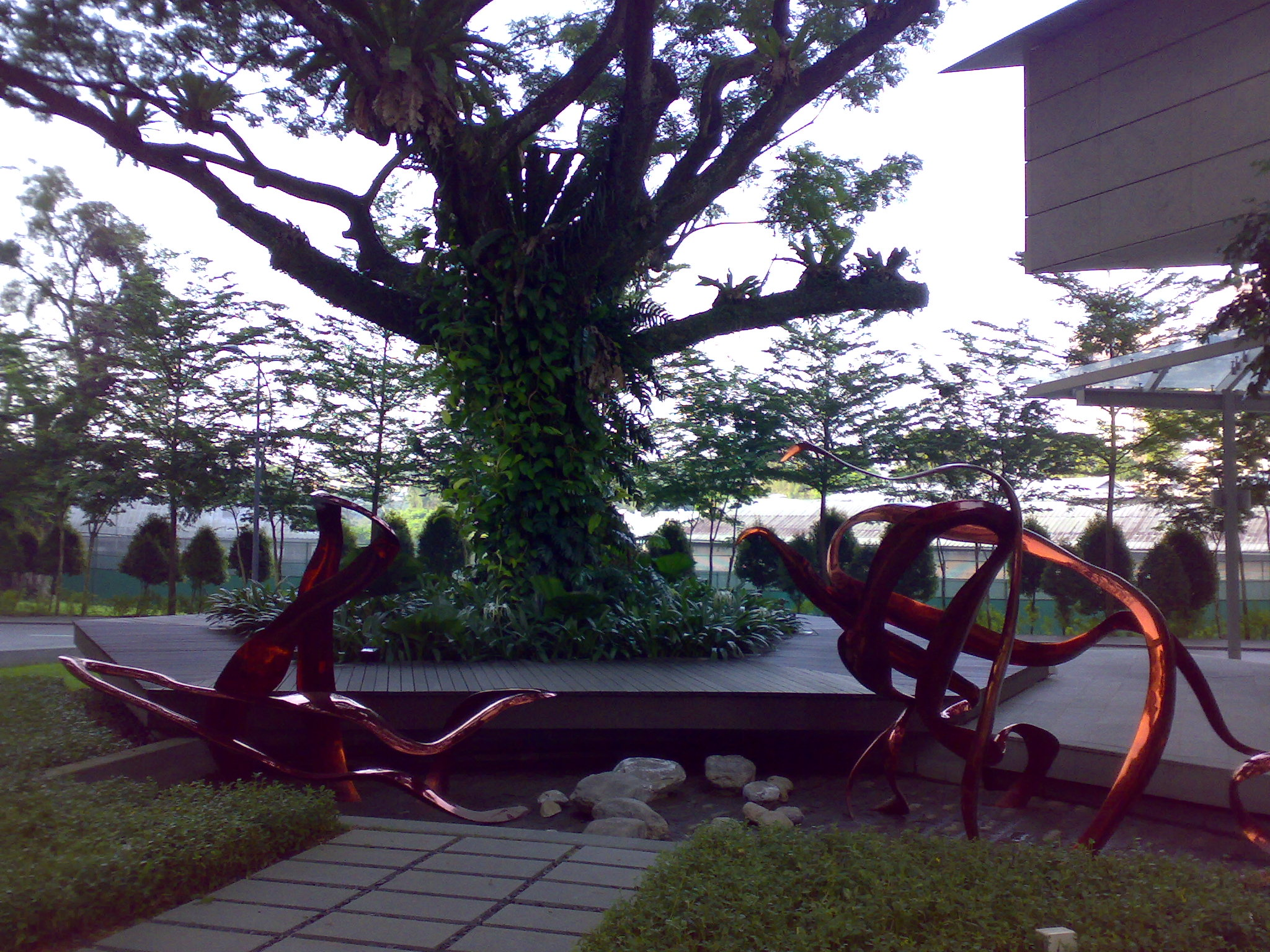
SARS-Skulptur in Singapur (Foto: 2007)

Hilgenfeld wurde insbesondere für seine Forschungsergebnisse in der Virologie bekannt. In den 1990er Jahren arbeitete er über Proteasen bei HIV und ab 1998 Proteasen in Coronaviren. Während der SARS-Pandemie 2002/2003 konnte er die dreidimensionale Struktur der SARS-Virus-Protease und einen ersten Hemmstoff veröffentlichen. Seit 2006 erinnert in der Biopolis in Singapur eine Skulptur der US-amerikanischen Künstlerin Mara G. Haseltine daran. Hilgenfeld baute eine enge Partnerschaft mit chinesischen Forschungseinrichtungen auf. Da nach dem Erlöschen der SARS-Epidemie von 2003 das Interesse an Coronaviren wieder abnahm, untersuchte er die teilweise ähnliche Hauptprotease von Enteroviren, die für die pharmazeutische Industrie von größerer Bedeutung waren.
2016 gelang es einem von ihm geleiteten Team, die dreidimensionale Struktur des Spaltungsenzyms des Zikavirus aufzuklären. Damit war die Grundlage für die Entwicklung eines antiviralen Wirkstoffes geschaffen.
Anfang 2020 gelang es ihm und seinen Mitarbeitern, die dreidimensionale Struktur der Hauptprotease Mpro des SARS-CoV-2 aufzuklären. Ein von Hilgenfelds Team bereits vor Jahren gegen das MERS-CoV entwickelter alpha-Ketoamid-Hemmstoff zeigte sich, zumindest in vitro an infizierten menschlichen Lungenzellen, auch gegen das SARS-CoV-2 als wirksam. Das Deutsche Zentrum für Infektionsforschung bat Hilgenfeld, zwei Jahre weiterzuarbeiten. Die Universität zu Lübeck bot ihm eine unbezahlte Seniorprofessur an.

## Auszeichnungen
- Tiburtius Preis des Senats von Berlin (1987)
- Vorsitzender des Europäischen Forums für Strukturbiologie (ESBF) (2001–2005)
- Gründungspräsident, Internationale Organisation für biologische Kristallisation (IOBCr) (2002–2004)
- Gastprofessur für Biophysik, Südböhmische Universität in Budweis (ab 2003)
- Gaststipendium, Japanische Gesellschaft zur Förderung der Wissenschaft (JSPS) (2004)
- Gastprofessor am Pekinger Genomik-Institut der Chinesische Akademie der Wissenschaften (ab 2007)
- Ehrendoktor, Südböhmische Universität in Budweis (2009)[11]
- Gastprofessur der Chinesischen Akademie der Wissenschaften für hochrangige ausländische Forscher (Shanghai Institute of Materia Medica) (2010–2012)
- Ge Hong Medaille des Instituts für Virologie in Wuhan (2015)
- Thomas-Fredenhagen-Preis der Kaufmannschaft zu Lübeck (2023)
- Carl-Hermann-Medaille der Deutschen Gesellschaft für Kristallographie (2023)